# Mario de Luna
Mario Humberto de Luna Saucedo, noto semplicemente come Mario de Luna (Aguascalientes, 5 gennaio 1988), è un calciatore messicano, difensore svincolato.

## Caratteristiche tecniche
È un difensore centrale.

## Carriera
Cresciuto nel settore giovanile del Guadalajara, ha esordito in prima squadra il 25 luglio 2007 disputando l'incontro di SuperLiga nordamericana pareggiato 1-1 contro il FC Dallas.
Nel 2013 ha disputato una stagione in MLS con la maglia del Chivas USA, collezionando 30 presenze e segnando una rete.